# 圣尼各老堂 (图卢兹)
圣尼各老堂（Eglise Saint-Nicolas）是一座罗马天主教教堂，位于法国图卢兹的加龙河西侧，就在旧城墙外。
圣尼各老是水手和害怕沉没者的主保圣人。
八角形的钟楼重建于约1300年，模仿了圣塞宁圣殿和圣雅各伯堂。

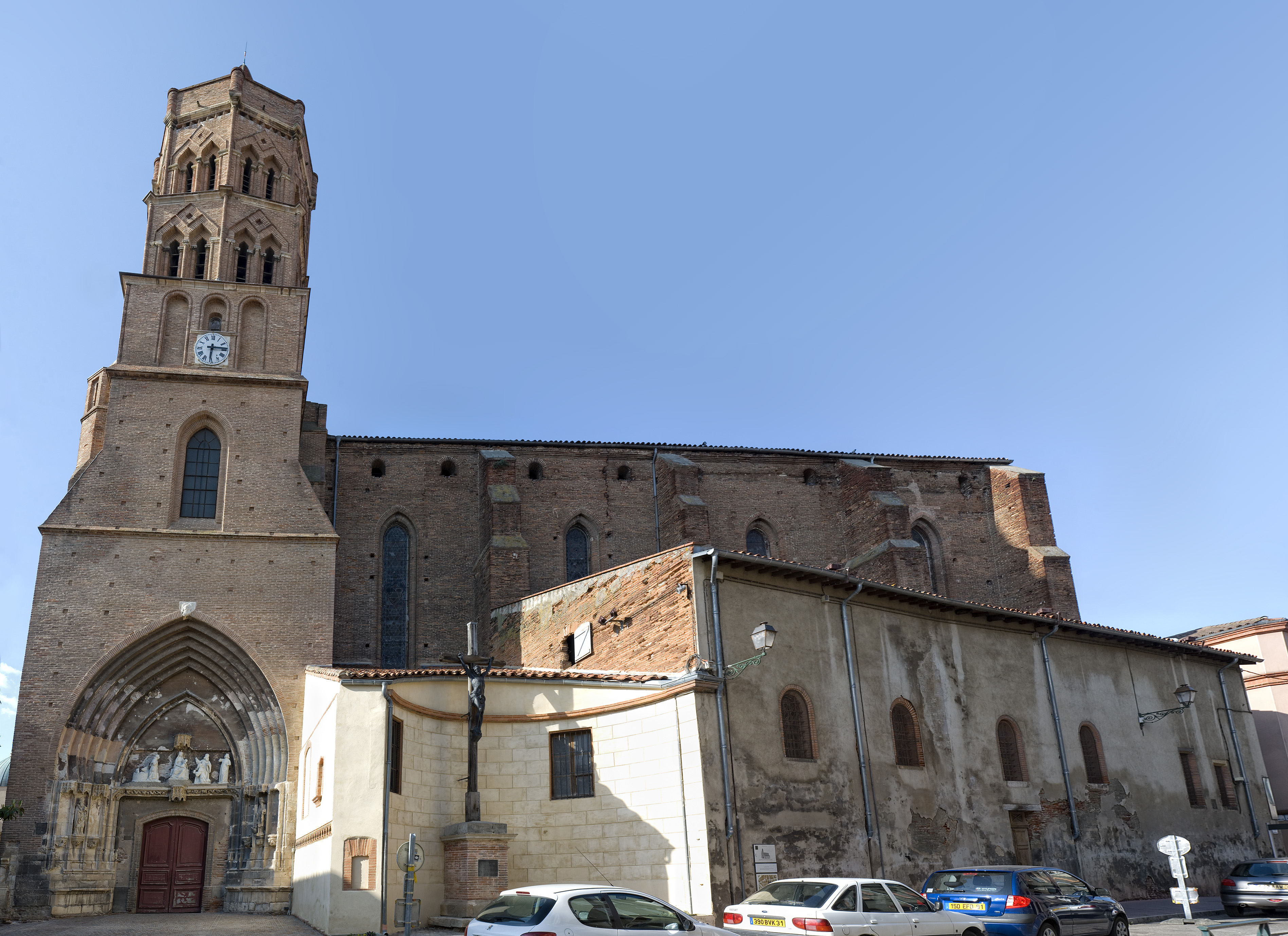
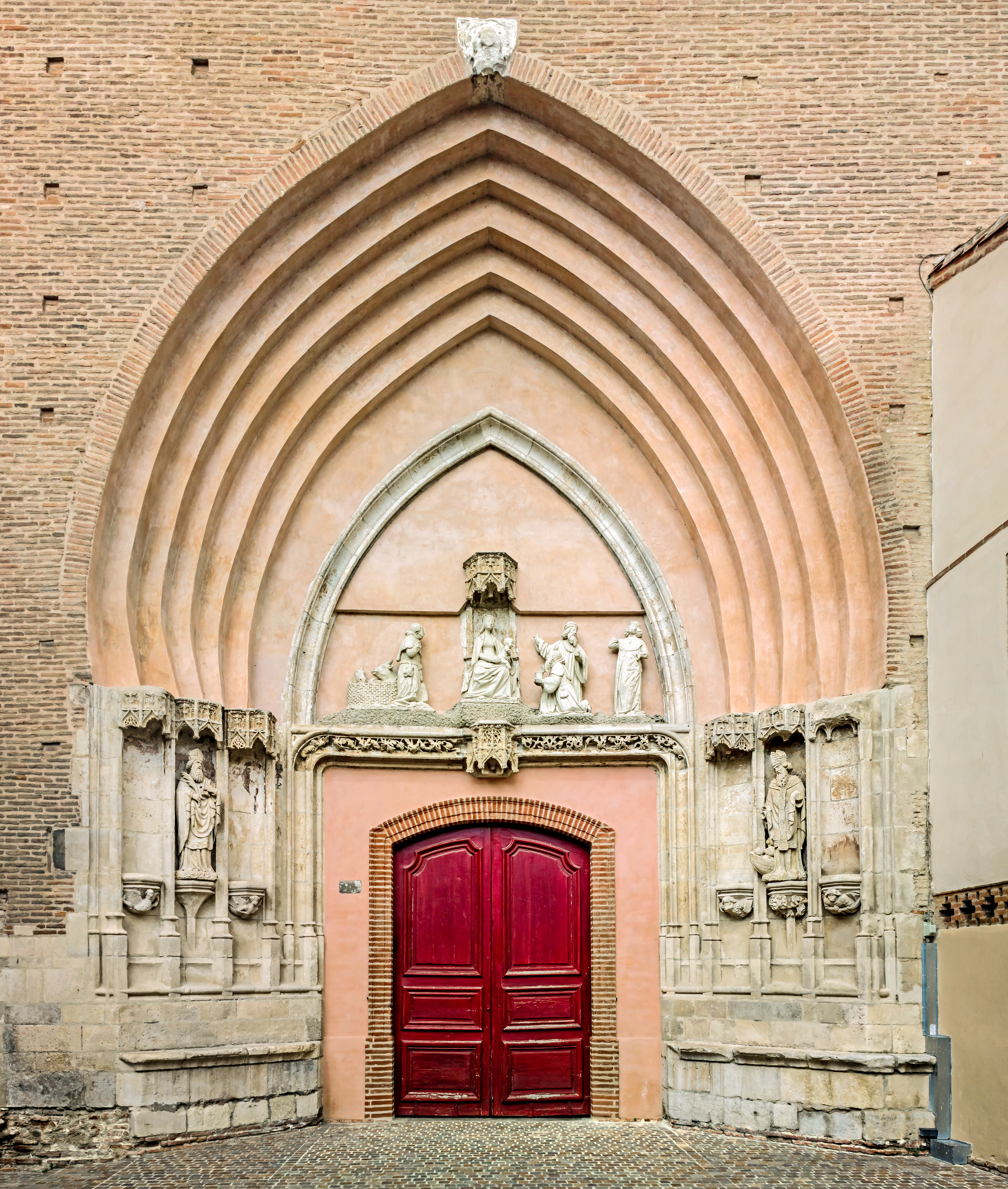
门户
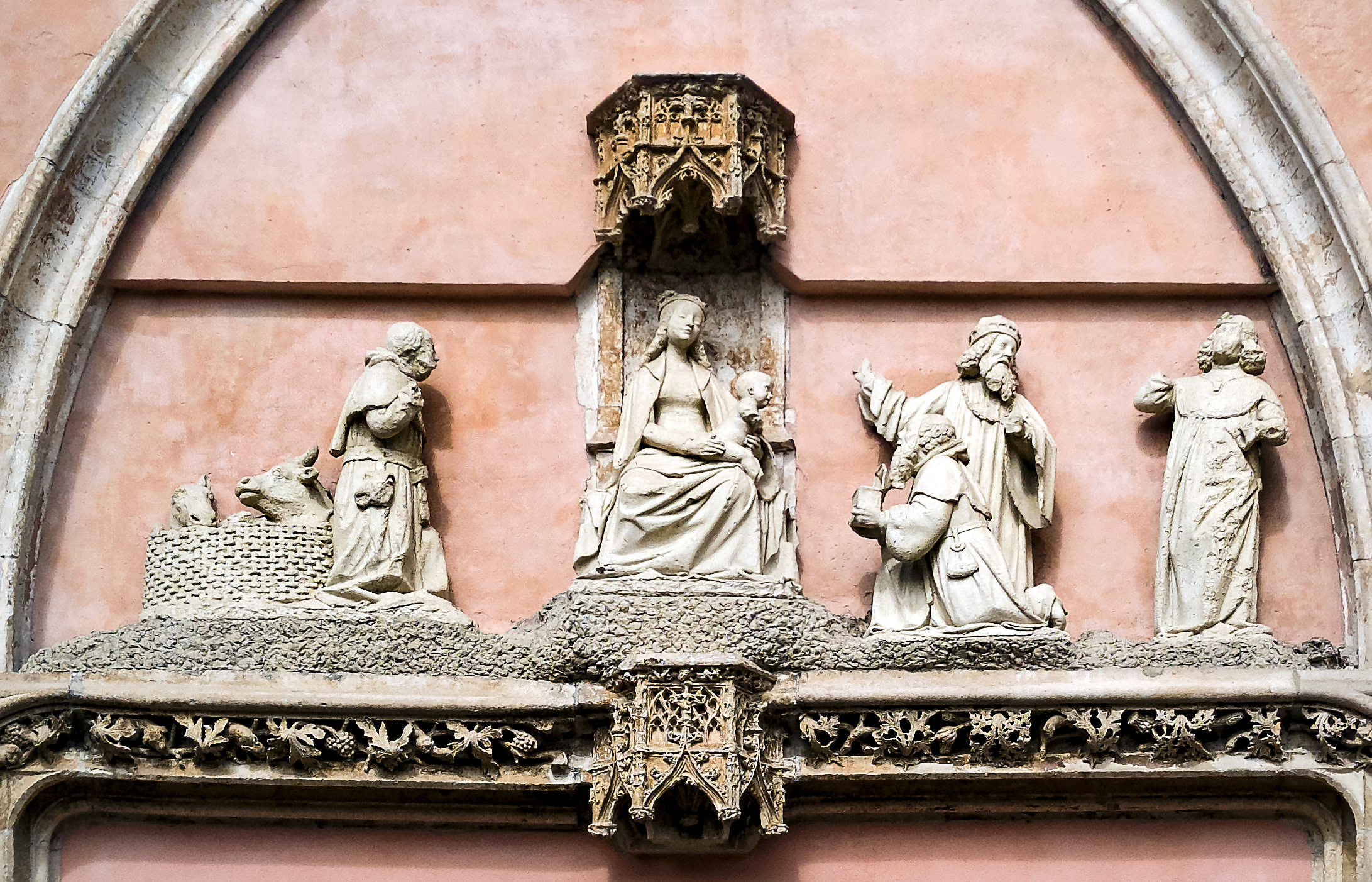
鼓室
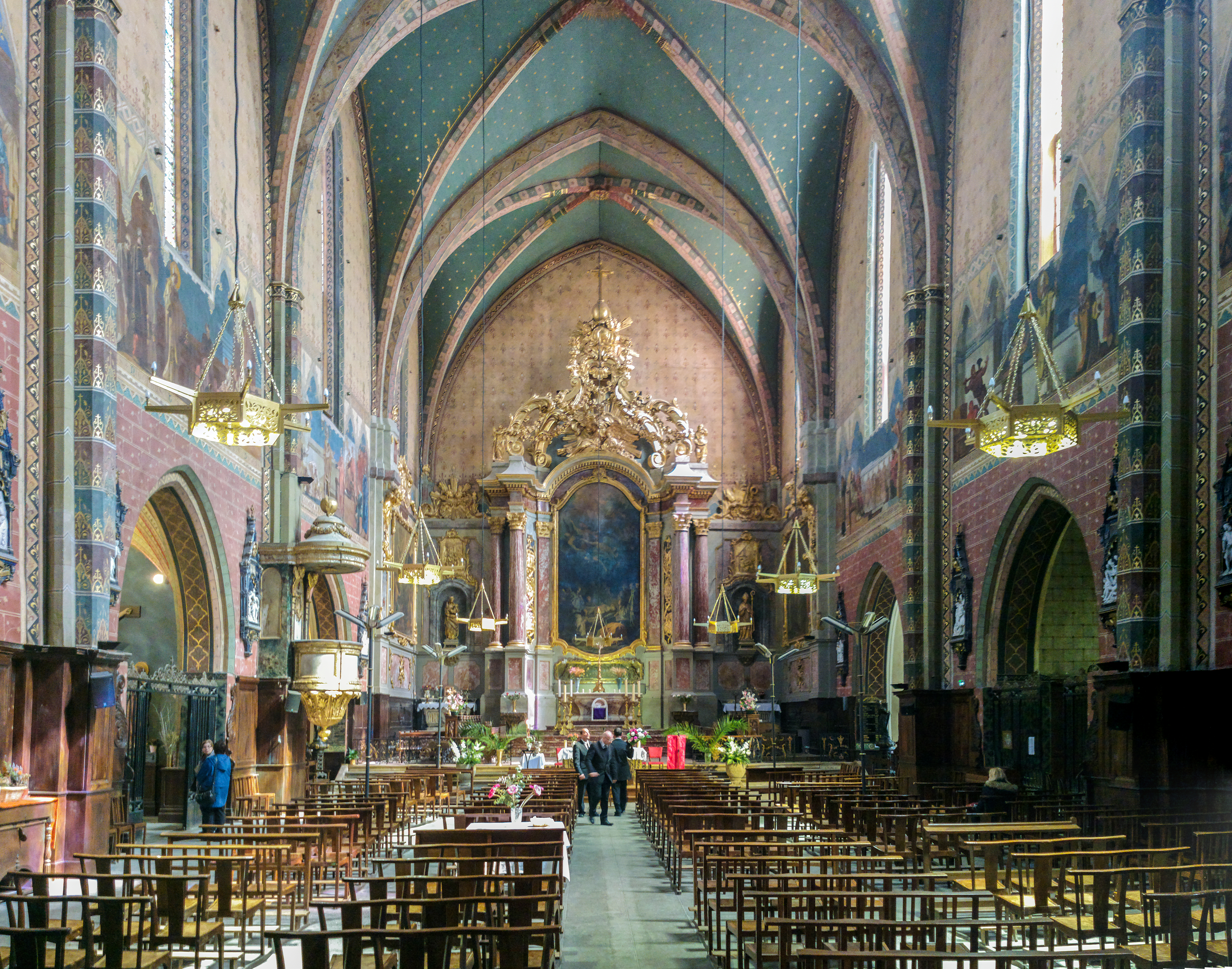
室内
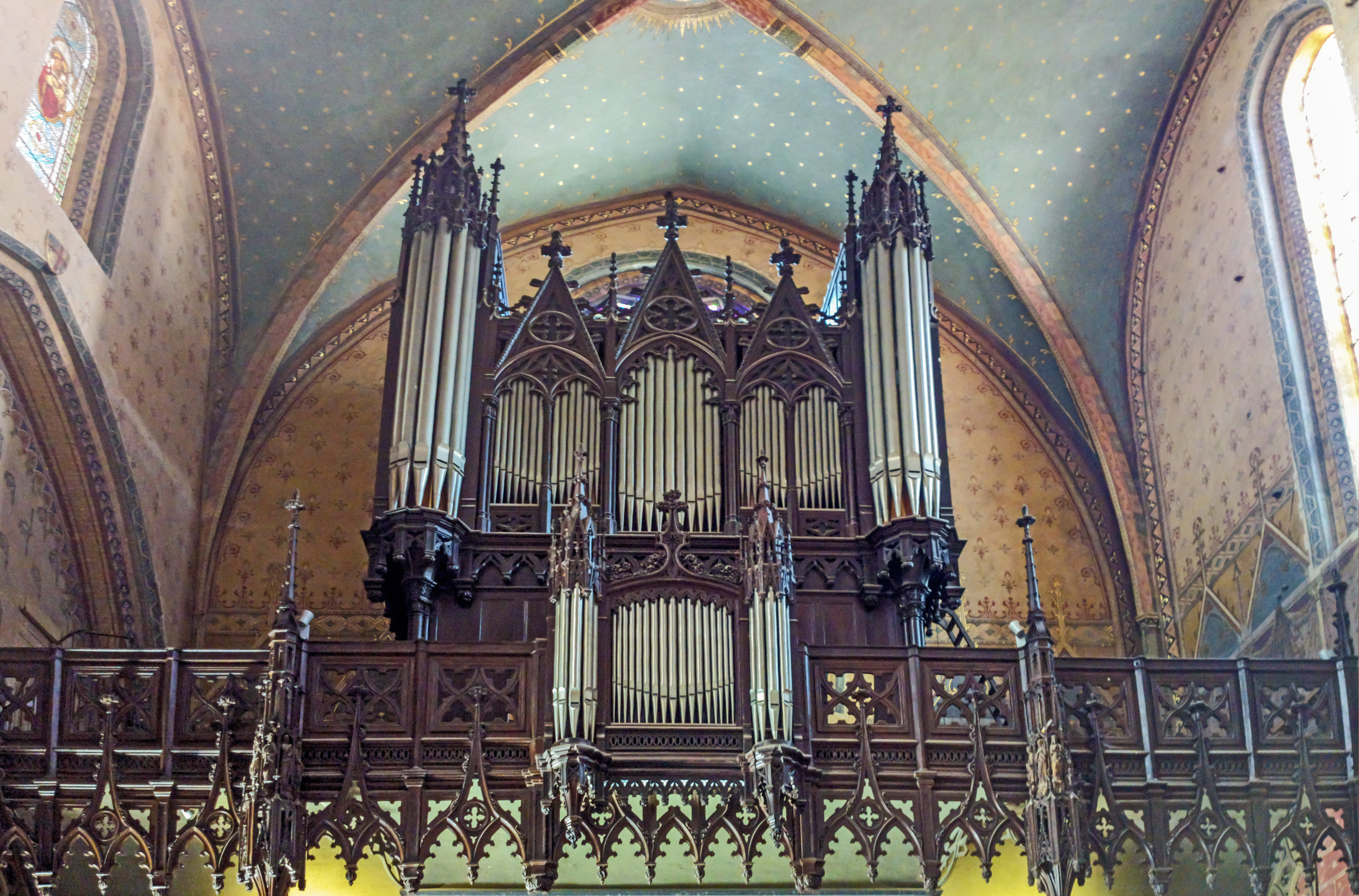
器官